# St Andrew’s Castle

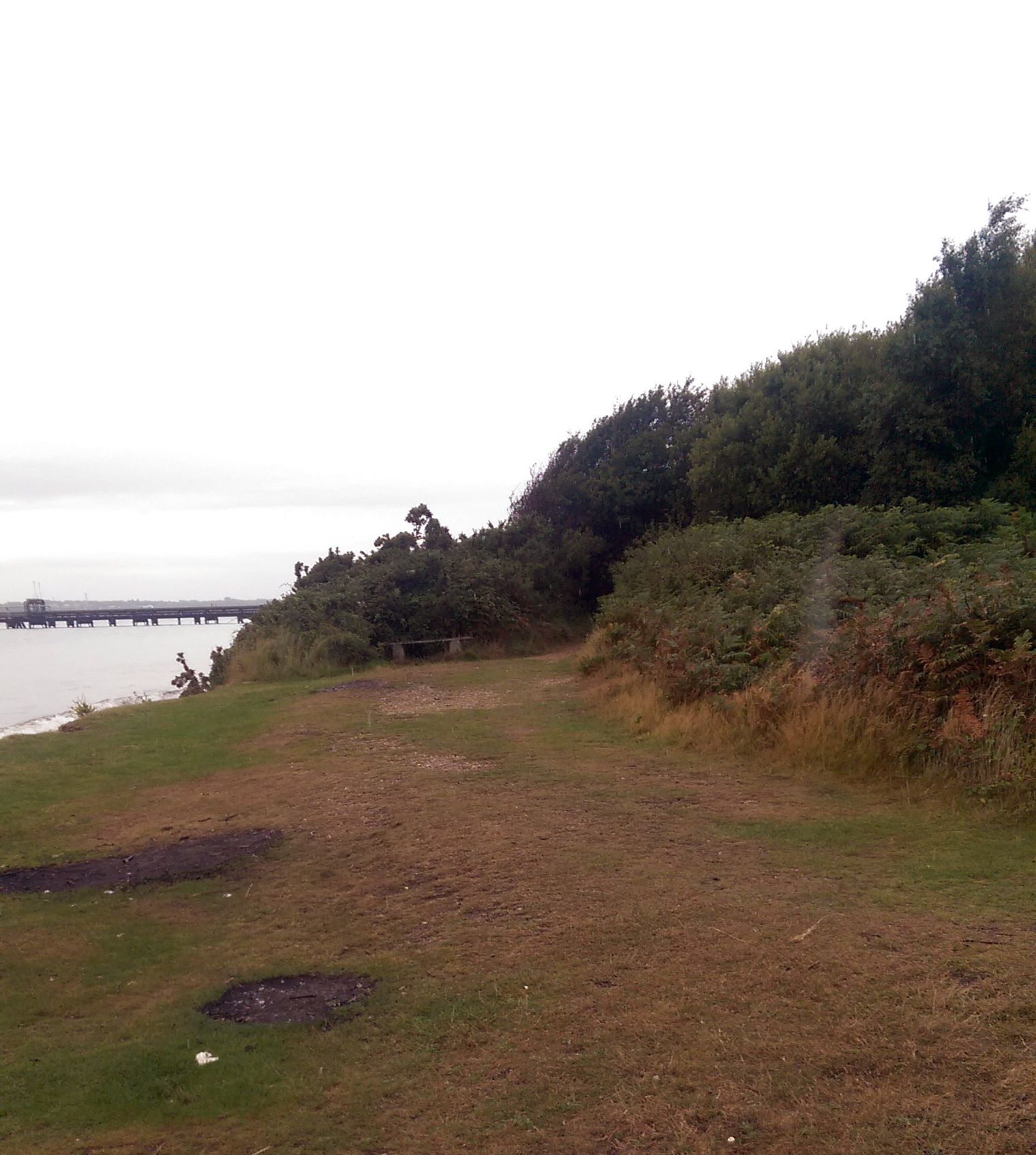
Die Überreste von St Andrew’s Castle bei Flut

St Andrew’s Castle ist die Ruine eines Artillerieforts beim Dorf Hamble-le-Rice in der englischen Grafschaft Hampshire. König Heinrich VIII. ließ dieses Device Fort in den Jahren 1542 und 1543 als Teil seines Festungsbauprogramms zum Schutz der englischen Küsten gegen eine befürchtete Invasion der Franzosen und Spanier bauen. St Andrew’s Castle sollte helfen, das Southampton Water in der Nähe des Solent zu verteidigen. Es bestand aus einem Donjon und einer Geschützplattform, geschützt durch einen Graben. 1642, während des englischen Bürgerkrieges, wurde es außer Dienst gestellt und wurde seither durch die Küstenerosion größtenteils zerstört.

## Geschichte
St Andrew’s Castle wurde, wie die anderen Device Forts, als Antwort auf politische Spannungen zwischen England einerseits und dem Königreich Frankreich und dem Heiligen Römischen Reich andererseits in den letzten Jahren der Regierungszeit Heinrichs VIII. errichtet.

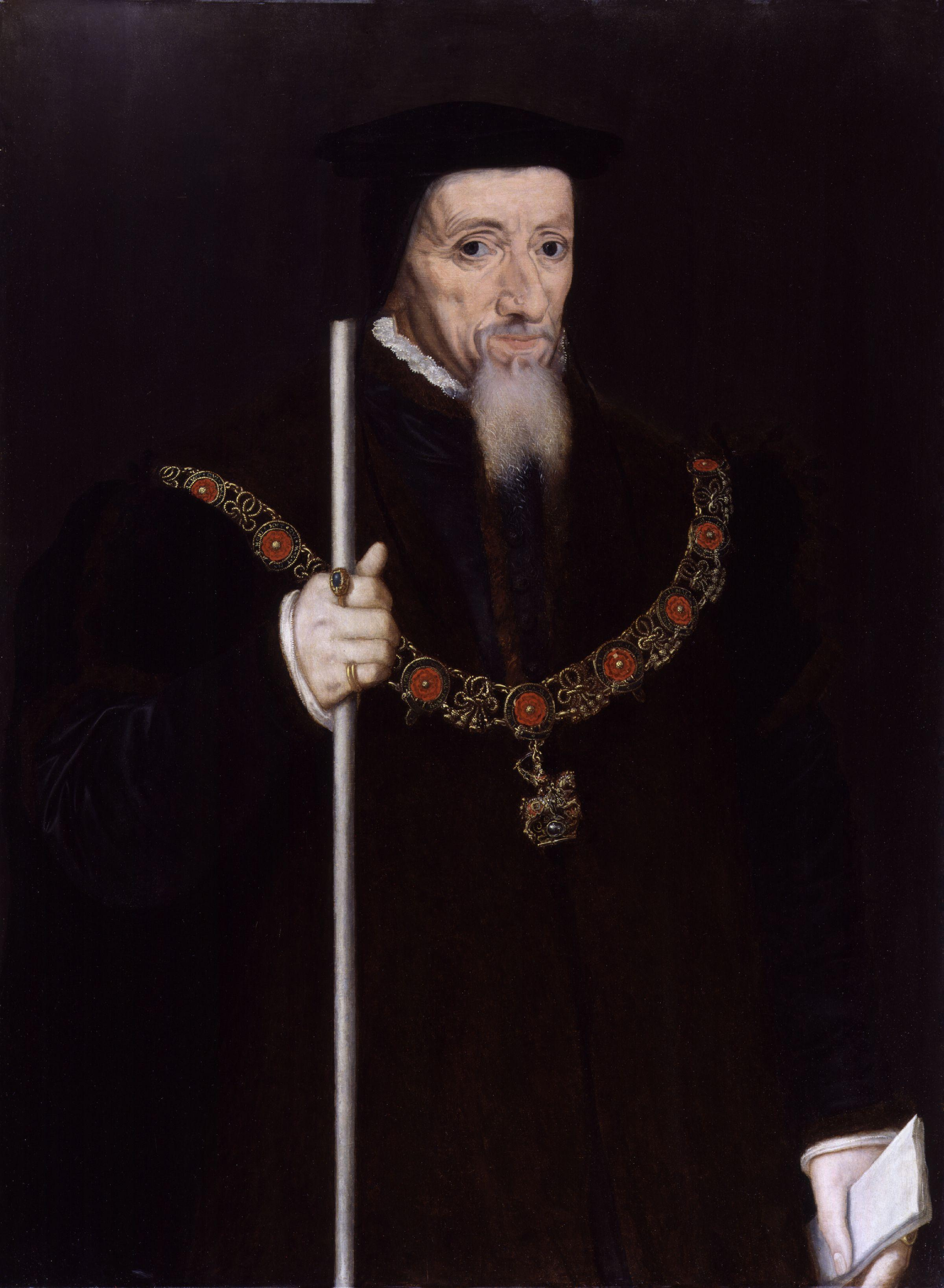
William Paulet, ein früher Kapitän des Forts

Das Fort entstand zum Schutz von Southampton Water, einem Meeresarm, der den Solent mit dem wichtigen Hafen Southampton verbindet. Es lag an der Küste auf dem Gebiet des heutigen Hamble Common, südlich des Dorfes Hamble-le-Rice. Es lag an einem Ende eines alten Grabens aus der Eisenzeit – die Gegend war in dieser Zeit bewohnt und eine Wallburg namens Hamble Common Camp wurde auf einer Landspitze an der Küste erbaut. Das Artilleriefort wurde in den Jahren 1542 und 1543 erbaut, aber sie war bei König Heinrichs Tod 1547 vermutlich noch nicht vollständig fertiggestellt.
Das Fort hatte einen steinernen Donjon mit quadratischem Grundriss und eine halbkreisförmige Geschützplattform auf der Seeseite. Geschützt war das Ensemble durch einen 25 Meter breiten Graben und einen hölzernen Wellenbrecher. St Andrew’s Castle entsprach in der Konstruktion dem zeitgenössischen West Cowes Castle. Ein Bericht von 1559 erwähnt, dass das Fort schwer bewaffnet war; die Artillerie bestand aus zwei gusseisernen Feldschlangen, einer kleinen, gusseisernen Feldschlange, zwei gusseisernen Sakern, zwei gusseisernen Bases, einem gusseisernen Falcon, einem gusseisernen Falconet und einem Viertelsling. Die leichteren Geschütze waren vermutlich auf dem Dach des Donjons platziert, die beiden schweren Kanonen weiter unten und der Rest auf der äußeren Geschützplattform. Auf dem Fort gab es auch Handfeuerwaffen, Pfeile und Bögen und Handwaffen für die Nahverteidigung.
William Paulet, der spätere Marquess of Winchester, wurde 1547 zum Hausherrn und Kapitän des Forts ernannt. Er erhielt für dieses Amt ein Jahressalär von £ 19. Seine Garnison bestand aus einem Chefkanonier, einem Portier und sechs Soldaten. Paulet kontrollierte auch Netley Castle weiter die Küste hinunter. 1559 nahm die Garnison leicht ab; sie bestand dann nur noch aus einem Kapitän, zwei Kanonieren und vier Soldaten.
1623 war das Fort noch in Gebrauch, aber 1642, während des englischen Bürgerkrieges, wurde es von den parlamentaristischen Truppen außer Dienst gestellt. Das Gelände des Forts war stark von der Küstenerosion betroffen; die Küstenlinie zog sich an dieser Stelle in den 1990er-Jahren um 0,5 Meter pro Jahr zurück. Heute, im 21. Jahrhundert, kann man nur noch wenige Teile des Mauerwerks und der Erdwerke des ursprünglichen Forts sehen. Die Überreste des Forts und des umgebenden Parks gelten als Scheduled Monument.